# فران نو
فران نو (بالإسبانية: Fran No)‏ هو لاعب كرة قدم إسباني في مركز الدفاع، ولد في 3 أكتوبر 1991 في الجزيرة الخضراء في إسبانيا. لعب مع ريال بلد الوليد وريال بيتيس وريال جيان.

## وصلات خارجية
- فران نو على موقع Soccerway.com (الإنجليزية)